# 50252 Dianahannikainen
50252 Dianahannikainen è un asteroide della fascia principale interna. Scoperto nel 2000, presenta un'orbita caratterizzata da un semiasse maggiore pari a 2,284905 UA e da un'eccentricità di 0,139857, inclinata di 3,500687° rispetto all'eclittica.
Fa parte della famiglia di asteroidi Flora.